# 辛大德
辛大德（?—?），隋朝人物，天水郡（今甘肃省天水市）人。
辛大德担任信安县（今浙江省衢州市）令，诛杀翦除很多强盗，很得民心。虞绰和杨玄感有勾连，逃到江南，被辛大德放过。后来虞绰被捕，辛大德也被逮捕，他的妻子哭泣着说：“常劝你不要藏匿读书人，今日之事，岂不让人伤心！”辛大德笑着说：“我本想救出德高长者，反被人所告，我的罪过。当以死谢虞绰。”正好有诏书，死罪可以通过攻杀盗贼抵罪。信安官民向朝廷使者叩头：“辛君关系全县人命，辛君如果死了，就没有信安县乐。”使者留下他，让他讨贼。隋炀帝大怒，斩杀使者，大德获得保全。